# Papaline d'Avignon
La papaline d'Avignon est un petit chardon formé de deux fines robes de chocolat retenant de la liqueur d'origan du Comtat.

## Historique
La papaline a été ainsi nommée en souvenir des papes d'Avignon mais sa création, par le Syndicat des maîtres-pâtissiers de Vaucluse, ne remonte qu'à 1960,.
Cette cousine du chardon-liqueur, qui pèse entre 8 et 9 grammes, est fabriquée de façon artisanale et commercialisée uniquement par une soixantaine de pâtissiers-confiseurs de Vaucluse, affiliés à la Confédération nationale. Chaque année, ils en vendent près de 5 tonnes.
La papaline d'Avignon est exclusivement fabriquée dans la ville de Morières-lès-Avignon.

## Liqueur d'origan
La recette de la liqueur d'origan du Comtat a été créée en 1870. Elle nécessite, en plus de l'origan, une soixantaine de plantes cueillies sur le piémont du mont Ventoux. Leur macération puis leur infusion sont suivies d'une distillation. La douceur de cette liqueur est obtenue grâce à l'adjonction de miel de Provence.